# Tambi (Watukumpul)
Tambi is een plaats en bestuurslaag (kelurahan) in het onderdistrict (kecamatan) Watukumpul in het regentschap Pemalang van de provincie Midden-Java, Indonesië. Tambi telt 2.224 inwoners (volkstelling 2010).